# Grand Casablanca
Grand Casablanca was vóór 2015 een regio in Marokko. De hoofdstad was Casablanca. De regio ligt ingeklemd tussen de Atlantische Oceaan en de (voormalige) regio Chaouia-Ouardigha, heeft een oppervlakte van 1615 km² en heeft officieel 3.631.061 inwoners (2004).
De regio bestaat uit twee provincies en twee prefecturen*:
- Casablanca*
- Médiouna
- Mohammedia*
- Nouaceur

Naast Casablanca zelf, zijn andere grote plaatsen in Grand Casablanca:
- Aïn Harrouda
- Beni Yakhlef
- Bouskoura
- Dar Bouazza
- Ech Challalate
- Lahraouyine
- Mohammedia

Huidige regio's: Béni Mellal-Khénifra · Casablanca-Settat · Dakhla-Oued Eddahab · Drâa-Tafilalet · Fès-Meknès · Guelmim-Oued Noun · Laâyoune-Sakia El Hamra ·  Marrakech-Safi · Oriental · Rabat-Salé-Kénitra · Souss-Massa · Tanger-Tétouan-Al Hoceïma

Oude regio's voor 2015: Chaouia-Ouardigha · Doukala-Abda · Fez-Boulmane · Gharb-Chrarda-Béni Hsen · Grand Casablanca · Guelmim-Es Semara · Laâyoune-Boujdour · Marrakech-Tensift-Al Haouz · Meknès-Tafilalet · Oriental · Oued ed Dahab-Lagouira · Rabat-Salé-Zemmour-Zaer · Souss-Massa-Daraâ · Tadla-Azilal · Tanger-Tétouan · Taza-Al Hoceïma-Taounate